# Perilampídeos
Perilampídeos (Perilampidae) é uma pequena família de vespas dentro da superfamília Chalcidoidea, composta majoritariamente de parasitoides hiperparasitas.  Costumam ser escuras e de coloração reluzente, por vezes metalizada (p.ex. azul ou verde). Possuem um formato de corpo marcante, com mesosoma robusto portando um distinto e triangular metasoma; escultura do exoesqueleto marcada com rugas e pontuações. O protórax tipicamente bastante pronunciado, labrum multi-digitado portando fortes mandíbulas, antenas com 13 segmentos.[carece de fontes?]
São conhecidas 140 espécies distribuídas por duas subfamílias: Chrysolampinae e Perilampinae, ambas presentes do Novo Mundo. São reconhecidas cerca de 25 espécies que ocorrem na região Neotropical, das quais 9 estão registradas para o Brasil, pertencentes aos gêneros Euperilampus e Perilampus. Sabe-se ainda muito pouco sobre a diversidade de hospedeiros de vespas Perilampidae para dar suporte para uma análise embasada de sua importância econômica. Por exemplo, sabe-se que algumas espécies de Perilampus são parasitoides de Chrysopidae, e podem interferir em programas de Controle Biológico.

## Gêneros
- Burksilampus Boucek, 1978 c g
- Euperilampus Walker, 1871 c g b
- Krombeinius Boucek, 1978 c g
- Monacon Waterston, 1922 c g
- Perilampus Latreille, 1809 i c g b
- Steffanolampus Peck, 1974 c g

Fontes: i = ITIS, c = Catalogue of Life, g = GBIF, b = Bugguide.net